# Antoine César Becquerel

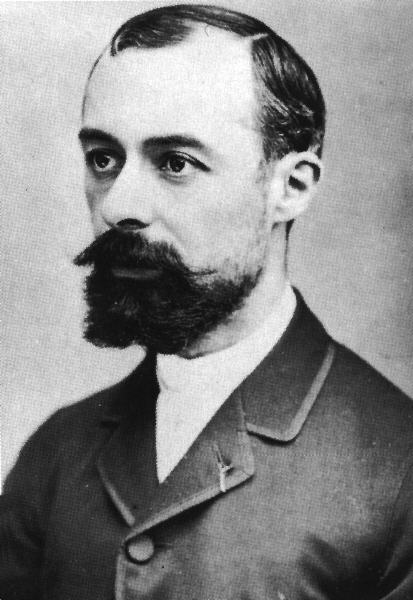
Antoine Cesar Becquerel

Antoine Cesar Becquerel (n. 7 martie 1788, Châtillon-sur-Loing, Centre-Val de Loire, Franța – d. 18 ianuarie 1878, Paris, Île-de-France, Franța) a fost un  fizician francez, pionier al studiului fenomenelor electrice și de luminescență.
A fost tatăl fizicianului Alexandre-Edmond Becquerel și bunicul fizicianului Antoine Henri Becquerel.